# Gaston (brano musicale)
Gaston è una canzone del 1991 tratta dal film d'animazione La bella e la bestia, scritta dal compositore Alan Menken e dal paroliere Howard Ashman.

## Produzione
La canzone è suddivisa in due parti, interrotte fra loro dall'irruzione del padre di Belle nella locanda. Se la prima parte è stata realizzata come semplice esibizione di vanagloria dell'antagonista, nella ripresa viene mostrata la sua vera natura, ingegnosa e crudele.

## Trama
Nel pezzo incontriamo Gastòn e la gente del villaggio che cantano di quanto lui sia forte e coraggioso. Nella ripresa invece lo vediamo escogitare con il suo tirapiedi Le Tont un piano per relegare il padre di Belle in un manicomio, con l'intento di ricattare la fanciulla.